# Werner Spycher
Werner Spycher (ur. 22 listopada 1916) – szwajcarski zapaśnik walczący w stylu wolnym. Olimpijczyk z Berlina 1936, gdzie zajął jedenaste miejsce w wadze piórkowej.

## Letnie Igrzyska Olimpijskie 1936
| Konkurencja      | Rundy eliminacyjne       | Rundy eliminacyjne         | Klas. końcowa |
| Konkurencja      | Przeciwnik I             | Przeciwnik II              | Miejsce       |
| ---------------- | ------------------------ | -------------------------- | ------------- |
| 61 kg styl wolny | Mitsuzo Mizutani (JPN) P | Kustaa Pihlajamäki (FIN) P | 11.           |